# Pseudoschinia
Pseudoschinia és un gènere monotípic d'arnes de la família Crambidae. Conté només una espècie, Pseudoschinia elautalis, que es troba a Amèrica del Nord, on s'ha registrat a Arizona, Califòrnia, Nevada, Nou Mèxic i Texas.
La seva envergadura és de 10–13 mm. Les ales anteriors són de color groc ocre lleuger.
Les larves s'alimenten d'espècies de Ferocactus cylindraceus, Ferocactus wislizeni, Opuntia i Cylindropuntia. Es nodreixen principalment de les flors i els fruits de la figuera de moro.